# Elias Fransen
Elias Fransen (Twello, 8 januari 1827 - Barneveld, 4 juni 1898) was een Nederlands predikant van de Gereformeerde Kerken onder het Kruis, een bevindelijk gereformeerd kerkgenootschap dat een van de voorgangers was van de huidige Gereformeerde Gemeenten.

## Biografie
Fransen werd geboren in het Gelderse Twello. Hij groeide daar op en werkte in zijn jonge jaren in het landbouwbedrijf van zijn vader. Op 25-jarige leeftijd ging hij voor als oefenaar in de omgeving van het dorp. In 1870 overleed de predikant van de Kampense Kruisgemeente en Fransen werd daarop aangezocht hem op te volgen. Fransen weigerde, maar een jaar later werd hij opnieuw aangezocht. Dit beroep nam hij wel aan en in november 1871 deed hij zijn intrede. Zijn prediking had als gevolg dat het aantal kerkgangers te Kampen zo toenam, dat het oude kerkje aan de Burgwal vergroot moest worden. Fransen werd een graag gehoord prediker. Op 21 maart 1886 nam hij afscheid wegens vertrek naar de Gereformeerde Gemeente onder het Kruis te Lisse. In december 1895 vertrok hij naar de pas opgerichte Gereformeerde Gemeente te Barneveld, waar hij op 4 juni 1898 overleed.
In Barneveld is in 2008 een straat naar de predikant vernoemd, de Ds. E. Fransenlaan.